# Manoir de la Calonie
Le manoir de la Calonie est situé à La Tour-Blanche-Cercles, en France.

## Localisation
Le manoir de la Calonie est situé sur le territoire de Cercles, ancienne commune intégrée à celle de La Tour-Blanche-Cercles, en Périgord, dans le quart nord-ouest du département de la Dordogne, en région Nouvelle-Aquitaine.

## Description
Les parties médiévales, en pierre de taille, se limitent essentiellement à la façade sud. Au rez-de-chaussée, une baie à ébrasement a été agrandie à sa base pour l'utilisation d'armes à feu. L'étage possédait une cheminée murale dont le fond marque une saillie sur corbeaux au nu du mur extérieur. L'angle de ce dernier était cantonné d'une bretèche sur mâchicoulis à ressauts multiples. Les vestiges d'une porte sont visibles sur le mur gouttereau ouest et sur le pignon du bâtiment agricole qui jouxte l'édifice.
Son colombier, de plan carré, est situé une soixantaine de mètres au nord-ouest.

## Histoire
Le manoir a été construit au XIIIe siècle, remanié au XIXe siècle et restauré à la fin du XXe siècle.
L'édifice est répertorié à l'inventaire général du patrimoine culturel.

## Galerie

Façade sud du manoir de la Calonie.
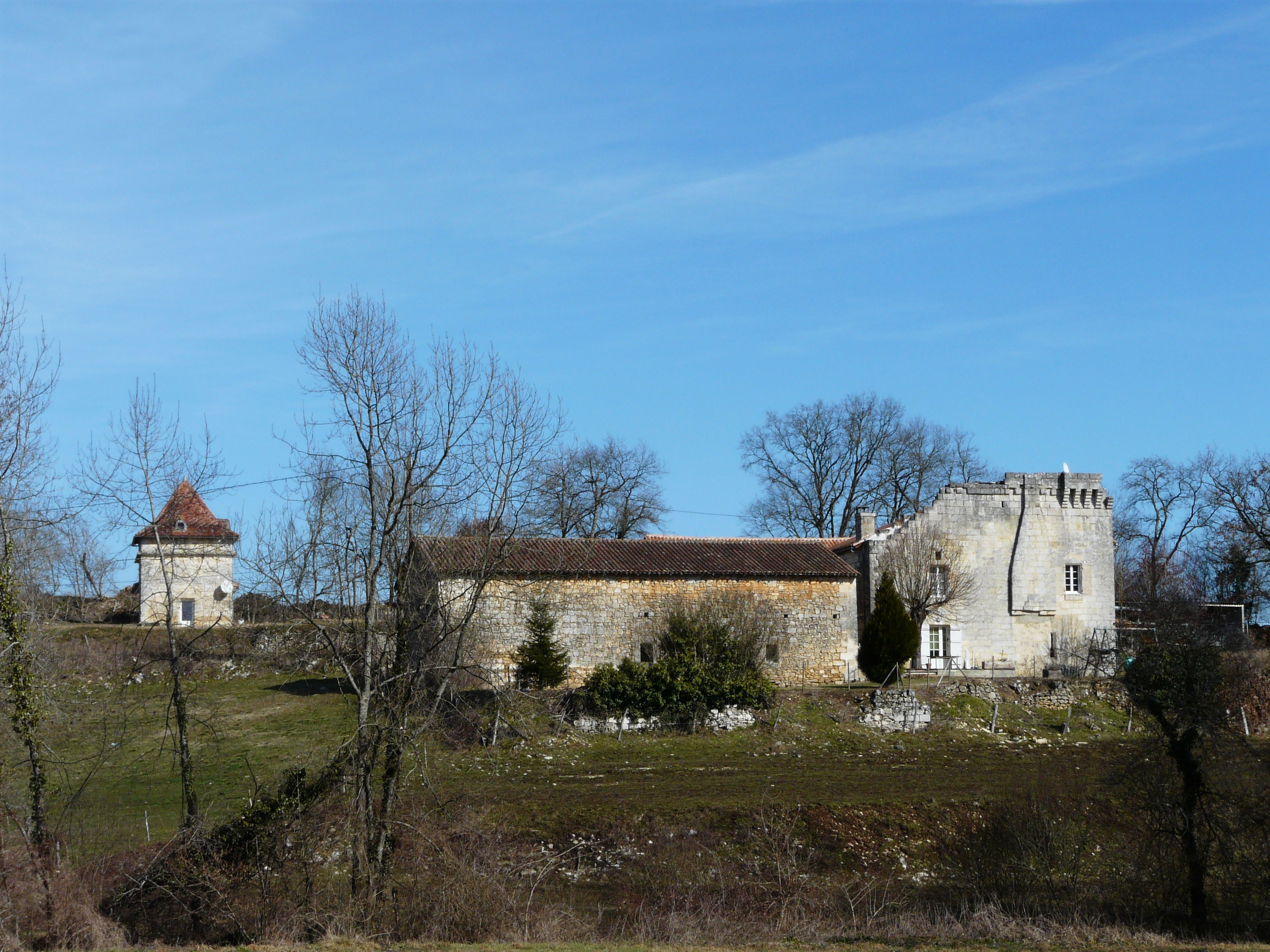
De gauche à droite, le colombier, le bâtiment agricole et le vestige du manoir (février 2012).
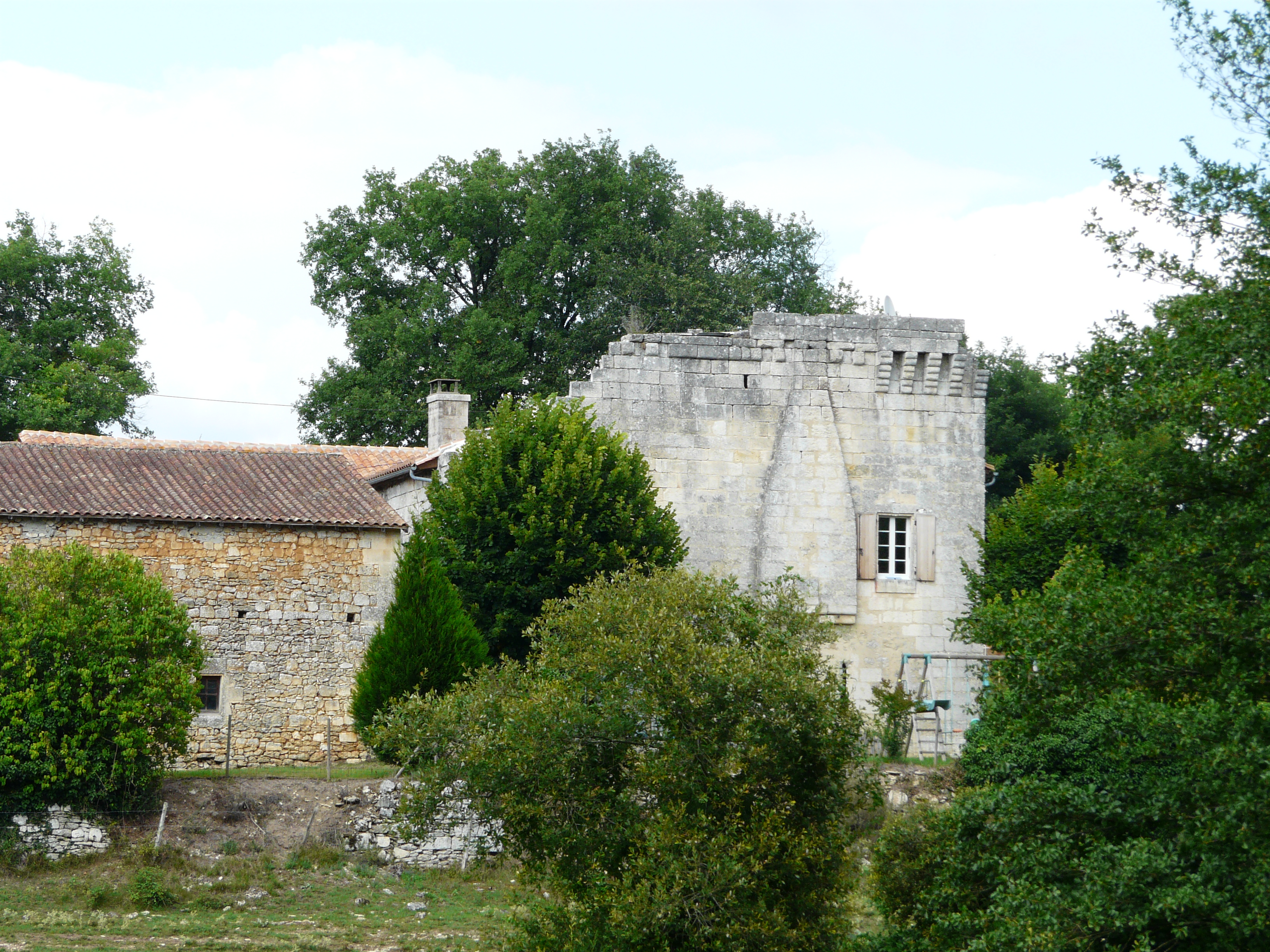
La façade sud à l'été 2011.
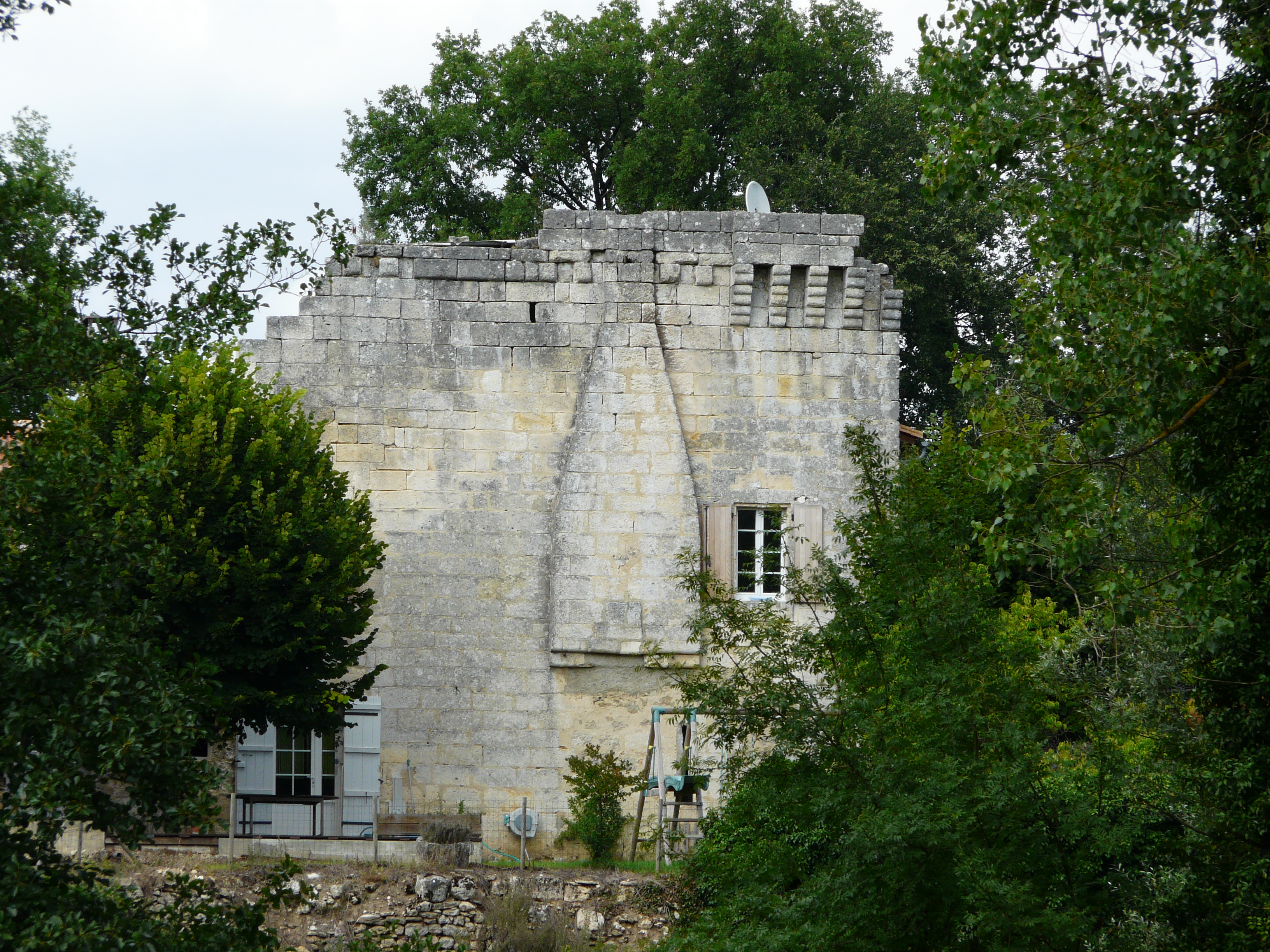
Idem (détail).